# Syncoptozus maculipennis
Syncoptozus maculipennis är en insektsart som beskrevs av Günther Enderlein 1918. Syncoptozus maculipennis ingår i släktet Syncoptozus och familjen rundbladloppor. Inga underarter finns listade i Catalogue of Life.